# サトウミカ
サトウ ミカは仙台市出身の女性タレント。宮城県を中心に活動している。ぐっどもーにんぐ所属。

## 概要
1998年、東北放送（TBC）の地元深夜番組「ゾ!!!!!!!!!!」で仙台ローカルデビューを果たす。ボケたキャラで人気を博し、番組内で「ミカの部屋」などのレギュラーコーナーを持った。仙台市芸能界の重鎮・さとう宗幸に対抗して実力のないまま「仙台No.1タレント」と自称したが、「ゾ!!!!!!!!!!」の後継番組「バリ3000」では総合司会にまで登りつめた。
その人気に乗って、仙台のイベントでのライブ活動やインディーズCDデビュー（仙台限定）を果たす。半沢武志（FreeTEMPO）とのユニット「am/pm」としても活動した。
現在は、ボケキャラを廃し、週末昼間〜夕方の地元番組に出演している。

## 出演番組
テレビ
- 東北放送「ゾ!!!!!!!!!!」
- 東北放送「バリ3000」
- 東北放送「宗さんのなるほどなっとく県議会」
- ミヤギテレビ「ちょっとブレイクタイム」
- 東日本放送「茂ちゃんと住まいの安心リフォーム」
- テレビユー福島「学校が好き!」

CM
- DUCCAのナレーション

## CD
「サトウミカ」名義
- デビュー曲「コスモポリタン ジャパネスク」

### アルバム
「サトウミカ」名義
- 「ミカタンバリン (mika tambourine)」（1999年3月21日）
- 「ミカシステム (mika system)」（1999年7月24日）
- 「ミカシステム プラス (mika system plus)」（1999年10月3日）

「am/pm」名義
- 「ampm.ep」（1999年12月31日）

## ライブ活動
- 1999年3月21日、LaOX（仙台駅東口店）にてシークレットライブ。歌手としてのデビューイベント。司会は山口ピケ、サポーティングバンドにハレンチＶほか
- 1999年7月24日、「バリ3000仲良し祭」。似顔絵描き、および、夜の演芸大会に出演。
- 1999年9月15日、大崎八幡宮例大祭「夜の奉納演芸大会」にて、mika system、および、Love Foundationの2曲を披露。Love Foundationは半沢武志（FreeTEMPO）の曲。
- 1999年10月3日、Tower Records（仙台店）にてインストアライブ。computer boyfriendのPV上映も行われた。
- 1999年10月24日、仙台電波高専の文化祭でライブ。
- 1999年12月31日～2000年1月1日、クラブヘブンにてカウントダウンライブ。ソロで1曲、半沢武志（FreeTEMPO）との新ユニット「am/pm」として数曲歌った。
- 2000年3月18日、「バリ3000」お別れライブ